# Олімпік Ліон (жіночий футбольний клуб)
«Олімпік Ліон», або просто «Ліон» (фр. Olympique Lyonnais Féminin) — жіночий професійний французький футбольний клуб з міста Ліон.

## Історія
Команда була заснована в 1970 році, як частина чоловічого футбольного клубу «Ліон», заснованого 1893 року. З 2004 року створена жіноча команда, як частина вже чоловічого футбольного клубу «Олімпік Ліон». Виступає у вищому дивізіоні країни — Division 1 Féminine. 
На міжнародному рівні «Олімпік Ліон» регулярно бере участь у найпрестижнішому клубному турнірі Європи — Лізі чемпіонів УЄФА.
Клуб є 20-разовим чемпіоном Франції та володарем восьми кубків Ліги чемпіонів УЄФА, що робить його одним з найуспішніших жіночих футбольних клубів в світі.

## Досягнення
| Чемпіонат Франції | Кубок Франції                                                                        | Ліга чемпіонів УЄФА                                                                 |
| --- | ------------------------------------------------------------------------------------ | ----------------------------------------------------------------------------------- |
| Переможець |                                                                                      |                                                                                     |
| 1990-91, 1992-93, 1994-95, 1997-98, 2006-07, 2007-08, 2008-09, 2009-10, 2010-11, 2011-12, 2012-13, 2013-14, 2014-15, 2015-16, 2016-17, 2017-18, 2018-19, 2019-20, 2021-22, 2022-23, 2023-24, 2024-25 (22 - рекорд) | 2003, 2004, 2008, 2012, 2013, 2014, 2015, 2016, 2017, 2019, 2020, 2023 (12 - рекорд) | 2010-11, 2011-12, 2015-16, 2016-17, 2017-18, 2018-19, 2019-20, 2021-22 (8 - рекорд) |

## Статистика

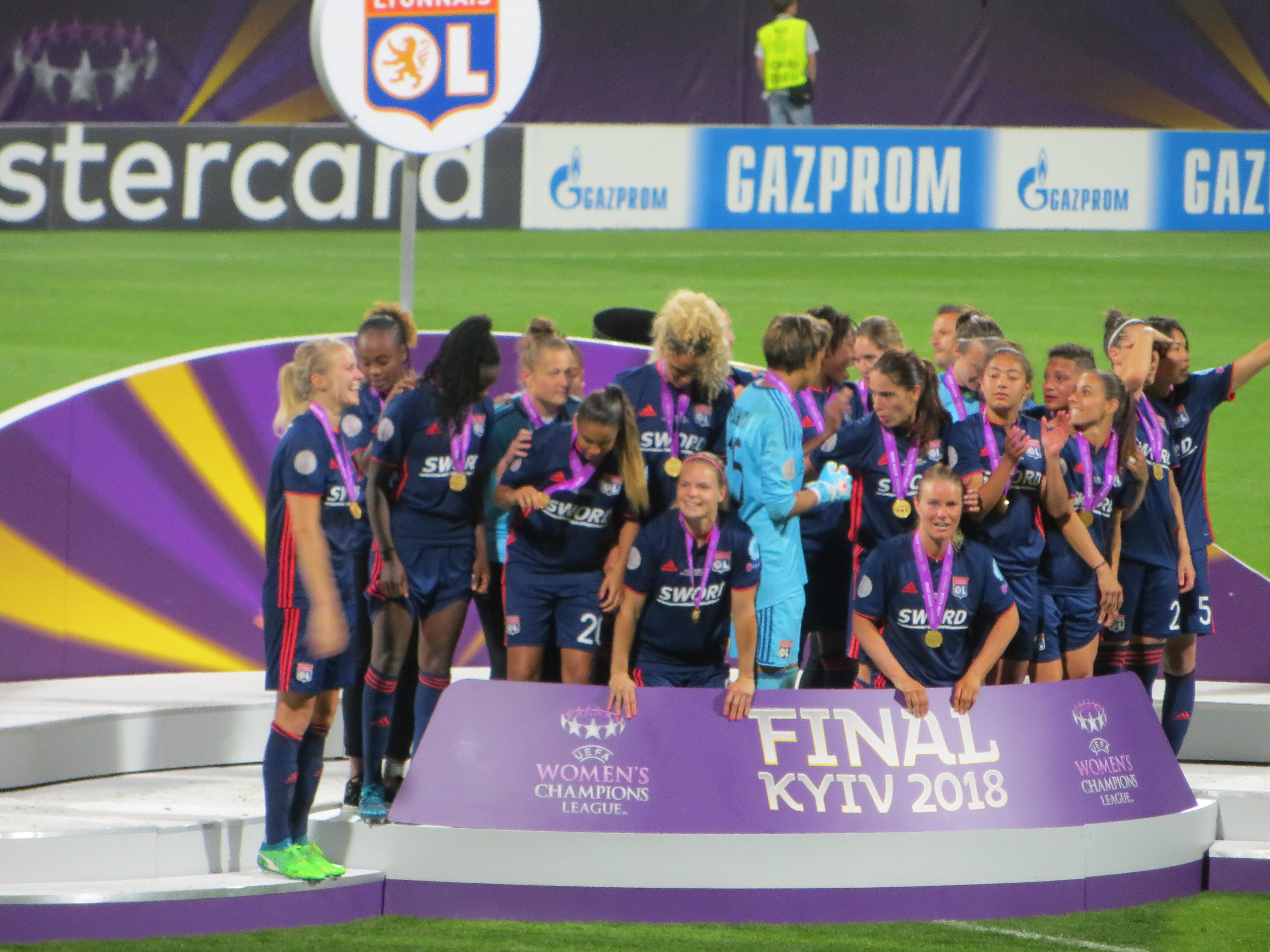
«Олімпік Ліон» — переможці фіналу Ліги Чемпіонів УЄФА, що проходив у Києві (2018)

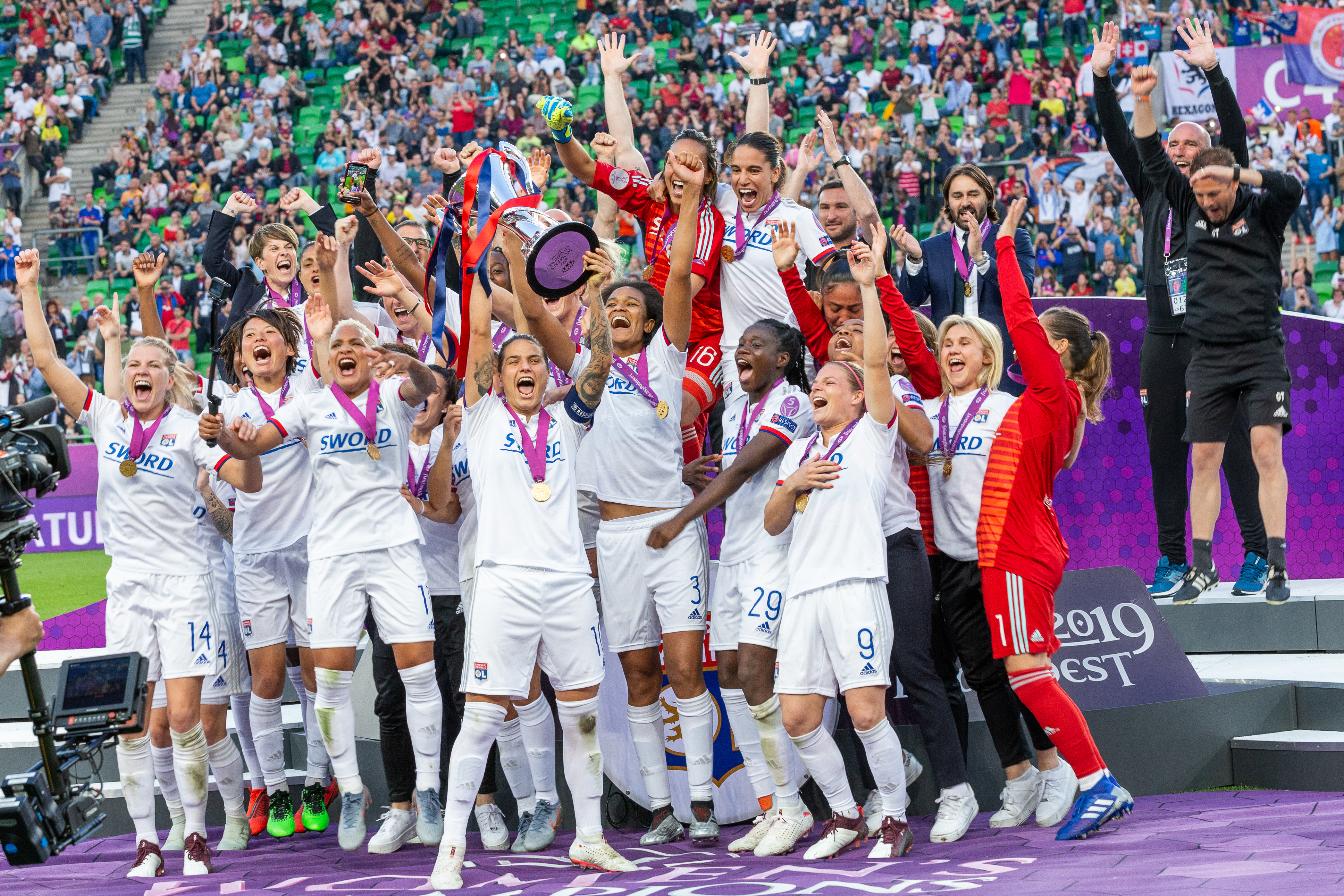
Святкування чергової перемоги команди з Ліону в жіночій Лізі Чемпіонів (2019)

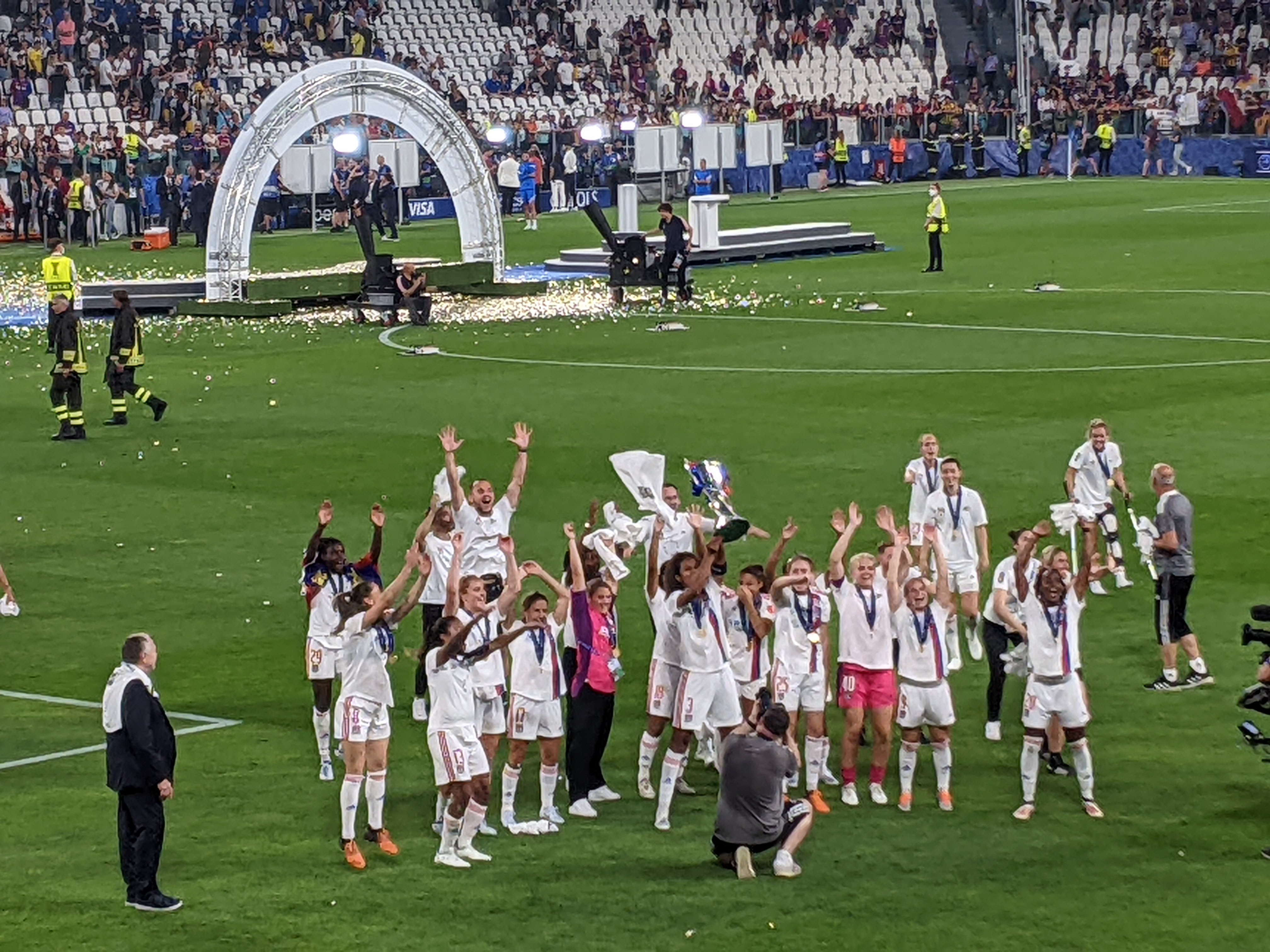
Гравчині «Олімпік Ліон» після переможного фіналу в Турині (2022)

| Сезон   | Чемпіонат Франції | Чемпіонат Франції | Чемпіонат Франції | Чемпіонат Франції | Чемпіонат Франції | Чемпіонат Франції | Чемпіонат Франції | Чемпіонат Франції | Чемпіонат Франції | Кубок Франції | Ліга чемпіонів | Ліга чемпіонів | Найкращий бомбардир чемпіонату  | Найкращий бомбардир чемпіонату |
| Сезон   | Дивізіон          | Місце             | І                 | В                 | Н                 | П                 | М                 | РМ                | О                 | Кубок Франції | Ліга чемпіонів | Ліга чемпіонів | Гравець                         | Голи                           |
| ------- | ----------------- | ----------------- | ----------------- | ----------------- | ----------------- | ----------------- | ----------------- | ----------------- | ----------------- | ------------- | -------------- | -------------- | ------------------------------- | ------------------------------ |
| 2001-02 | D1                | 3-є               | 22                | 14                | 2                 | 6                 | 53 — 26           | +27               | 66                | Фіналіст      | —              | —              | Северін Крузет                  | 17                             |
| 2002-03 | D1                | 2-е               | 22                | 15                | 4                 | 3                 | 60 — 19           | +41               | 71                | Перемога      | —              | —              | Сандрін Бретиньї                | 26                             |
| 2003-04 | D1                | 2-е               | 22                | 14                | 4                 | 4                 | 52 — 25           | +27               | 68                | Перемога      | —              | —              | Клер Морель                     | 18                             |
| 2004-05 | D1                | 3-є               | 22                | 15                | 2                 | 5                 | 50- 20            | +30               | 69                | Фіналіст      | —              | —              | Северін Крузет                  | 13                             |
| 2005-06 | D1                | 3-є               | 22                | 10                | 8                 | 4                 | 34 — 12           | +22               | 60                | Фіналіст      | —              | —              | Сандрін Бретиньї                | 11                             |
| 2006-07 | D1                | 1-е               | 22                | 20                | 1                 | 1                 | 116 — 9           | +107              | 83                | Фіналіст      | —              | —              | Сандрін Бретиньї                | 42                             |
| 2007-08 | D1                | 1-е               | 22                | 18                | 4                 | 0                 | 93 — 4            | +89               | 80                | Перемога      | Кубок УЄФА     | 1/2            | Сандрін Бретиньї                | 25                             |
| 2008-09 | D1                | 1-е               | 22                | 21                | 1                 | 0                 | 114 — 11          | +103              | 86                | 1/2           | Кубок УЄФА     | 1/2            | Катя Тейшейра                   | 27                             |
| 2009-10 | D1                | 1-е               | 22                | 18                | 2                 | 2                 | 93 — 11           | +82               | 78                | 1/2           | Ліга чемпіонів | Фіналіст       | Катя Тейшейра                   | 17                             |
| 2010-11 | D1                | 1-е               | 22                | 22                | 0                 | 0                 | 106 — 6           | +100              | 88                | 1/4           | Ліга чемпіонів | Перемога       | Сандрін Бретиньї                | 19                             |
| 2011-12 | D1                | 1-е               | 22                | 19                | 3                 | 0                 | 119 — 3           | +116              | 82                | Перемога      | Ліга чемпіонів | Перемога       | Ежені Ле Соммер                 | 22                             |
| 2012-13 | D1                | 1-е               | 22                | 22                | 0                 | 0                 | 132 — 5           | +127              | 88                | Перемога      | Ліга чемпіонів | Фіналіст       | Лотта Шелін                     | 24                             |
| 2013-14 | D1                | 1-е               | 22                | 21                | 0                 | 1                 | 95 — 12           | +83               | 85                | Перемога      | Ліга чемпіонів | 1/8            | Ежені Ле Соммер Летиція Тоназзі | 15                             |
| 2014-15 | D1                | 1-е               | 22                | 22                | 0                 | 0                 | 147 — 6           | +141              | 88                | Перемога      | Ліга чемпіонів | 1/8            | Лотта Шелін                     | 34                             |
| 2015-16 | D1                | 1-е               | 22                | 19                | 3                 | 0                 | 115 — 4           | +111              | 82                | Перемога      | Ліга чемпіонів | Перемога       | Ада Хегерберг                   | 33                             |
| 2016-17 | D1                | 1-е               | 22                | 21                | 0                 | 1                 | 103 — 6           | +97               | 63                | Перемога      | Ліга чемпіонів | Перемога       | Ада Хегерберг Ежені Ле Соммер   | 20                             |
| 2017-18 | D1                | 1-е               | 22                | 21                | 1                 | 0                 | 104 — 5           | +99               | 64                | Фіналіст      | Ліга чемпіонів | Перемога       | Ада Хегерберг                   | 31                             |
| 2018-19 | D1                | 1-е               | 22                | 20                | 2                 | 0                 | 89 — 6            | +83               | 62                | Перемога      | Ліга чемпіонів | Перемога       | Ада Хегерберг                   | 20                             |
| 2019-20 | D1                | 1-е               | 16                | 14                | 2                 | 0                 | 67 — 4            | +63               | 44                | Перемога      | Ліга чемпіонів | Перемога       | Ада Хегерберг                   | 14                             |
| 2020-21 | D1                | 2-е               | 22                | 20                | 1                 | 1                 | 78 — 6            | +72               | 61                | —             | Ліга чемпіонів | 1/4            | Нікіта Періс                    | 13                             |
| 2021-22 | D1                | 1-е               | 22                | 21                | 1                 | 0                 | 79 — 8            | +71               | 64                | 1/8           | Ліга чемпіонів | Перемога       | Катаріна Макаріо                | 14                             |
| 2022-23 | D1                | 1-е               | 22                | 20                | 1                 | 1                 | 69 — 9            | +60               | 61                | Перемога      | Ліга чемпіонів | 1/4            | Сігне Бруун                     | 8                              |
| 2023-24 | D1                | 1-е               | 22                | 20                | 1                 | 1                 | 82 — 13           | +69               | 61                | 1/2           | Ліга чемпіонів | Фіналіст       | Ада Хегерберг                   | 12                             |
| 2024-25 | D1                | 1-е               | 22                | 20                | 2                 | 0                 | 99 — 8            | +91               | 62                | 1/16          | Ліга чемпіонів | 1/2            | Мелші Дюморне                   | 17                             |

## Виступи в фіналах Ліги чемпіонів УЄФА
Фінали: 11 (8 перемог, 3 поразки)
| Статус     | Рік  | Суперник у фіналі | Рахунок у фіналі | Місце проведення фіналу                                      |
| ---------- | ---- | ----------------- | ---------------- | ------------------------------------------------------------ |
| Фіналіст   | 2010 | ФФК «Турбіне»     | 0:0 (пен. 6:7)   | «Колісеум Альфонсо Перес» (Хетафе, Іспанія)                  |
| Переможець | 2011 | ФФК «Турбіне»     | 2:0              | «Крейвен Коттедж» (Лондон, Англія)                           |
| Переможець | 2012 | «Франкфурт»       | 2:0              | «Олімпіаштадіон» (Мюнхен, Німеччина)                         |
| Фіналіст   | 2013 | «Вольфсбург»      | 0:1              | «Стемфорд Бридж» (Лондон, Англія)                            |
| Переможець | 2016 | «Вольфсбург»      | 1:1 (пен. 4:3)   | «Чітта дель Тріколоре» (Реджо-нель-Емілія, Італія)           |
| Переможець | 2017 | «ПСЖ»             | 0:0 (пен. 7:6)   | «Кардіфф Сіті Стедіум» (Кардіфф, Вельс)                      |
| Переможець | 2018 | «Вольфсбург»      | 4:1 (дч)         | Стадіон «Динамо» імені Валерія Лобановського (Київ, Україна) |
| Переможець | 2019 | «Барселона»       | 4:1              | «Групама Арена» (Будапешт, Угорщина)                         |
| Переможець | 2020 | «Вольфсбург»      | 3:1              | «Аноeта» (Сан-Себастьян, Іспанія)                            |
| Переможець | 2022 | «Барселона»       | 3:1              | «Ювентус Стедіум» (Турин, Італія)                            |
| Фіналіст   | 2024 | «Барселона»       | 0:2              | «Сан-Мамес» (Більбао, Іспанія)                               |